# Edith Wharton
Edith Wharton (Nova York, 24 de gener de 1862-Saint-Brice-sous-Forêt (França), 11 d'agost de 1937) va ser una novel·lista estatunidenca, escriptora de relats, i dissenyadora.

## Biografia

### Primers anys i matrimoni
Edith Newbold Jones va néixer al número 14 del carrer West 23rd de Nova York, al si d'una família rica que li va proporcionar una sòlida educació privada. Va ser la tercera filla de George Frederic Jones i Lucretia Stevens Rhinelander i amb tan sols quatre anys, el 1866, la família va haver de fugir a Europa en patir diversos revessos econòmics a causa de la Guerra Civil americana. Durant sis anys van viure a França, Itàlia, Alemanya i Espanya, entre d'altres. Cap al 1872 van tornar a Nova York, on Edith va llegir i estudiar tot el que va poder de la cultura europea.
Va combinar la seua privilegiada posició amb un natural enginy per a escriure novel·les i relats, que van destacar pel seu humor, caràcter incisiu i escassetat d'acció narrativa. Així mateix, va treballar en diverses publicacions. El 1878 la mare li va editar, privadament, els primers versos i deu anys més tard la revista Scribner's Magazine li publicava el primer conte, Mrs. Manstey's view. Al 1880 la família torna a Europa a causa de la salut del pare, que morí a Canes dos anys més tard.
El 1885, després de tornar amb sa mare als Estats Units, Edith es va casar amb Edgard (Teddy) Robbins Wharton, aristòcrata bostonià dotze anys major que ella, de qui es va divorciar el 1911 per les repetides i públiques infidelitats del seu marit, que la van afectar mentalment i física. Durant alguns anys, al final del seu tumultuós i infeliç matrimoni, va mantenir un idil·li amb William Morton Fullerton (1865–1952), periodista nord-americà que treballava en The Times. Aquest era bisexual i alternava la seua relació amb l'escriptora amb un romanç amb lord Ronald Goger, rajà de Sarawak. Ella mateixa, també bisexual, va mantenir un llarg idil·li amb la cantant d'òpera Camilla Chabbert, àlies Ixo, i relacions esporàdiques amb la poeta i guionista Mercedes de Acosta.

### Èxits de crítica i Primera Guerra mundial
Des de fins del segle xix, Wharton va produir un gran nombre de novel·les, llibres de viatges, relats (entre els quals destaquen alguns contes de fantasmes memorables) i poemes. El 1897 va escriure el seu primer llibre, The decoration of houses, amb el seu amic l'arquitecte Ogden Comdan Jr. Aviat el seu marit va començar a patir trastorns mentals que van acabar amb un col·lapse total l'any 1902, any en què Edith va publicar una novel·la històrica titulada La vall de la decisió (The Valley of Decision). A partir d'aquesta data publica un llibre per any i s'inicia en la literatura de viatges amb Italian Villas and their gardens (1903) i Italian backgrounds (1905). La crítica considera La casa de l'alegria (The House of Mirth, 1905) com la seua primera gran novel·la, una història que ironitzava sobre la societat aristocràtica de què ella mateixa era una membre prominent i que inauguraria una sèrie de comèdies de costums basades en la societat novaiorquesa.
Edith Wharton era una gran admiradora de la cultura i arquitectura europea, la qual cosa li va fer creuar l'Atlàntic un total de 66 vegades abans de morir.
El 1906 els Wharton van passar uns mesos a París amb Henry James per, a l'any 1907, establir-se definitivament a França. Aquell mateix any la revista Atlantic Monthly li va publicar en fascicles els seus viatges per terres franceses que, ja el 1908, l'editorial Scribner's publicaria compilats amb el títol A motor-flight through France. Primer es va instal·lar a París i a partir de 1919 en les seues dues cases de camp, Pavilion Colombe a Saint-Brice-sous-Forêt i a l'antic convent de Sainte-Claire le Château a Hyères, al sud-est de França; de fet, a partir del seu divorci el 1911 no tornaria als Estats Units més que en dues ocasions: la primera el 1913 per assistir al casament de la seva neboda Beatrix Farrand i, la segona, el 1923, per rebre un doctorat honorífic de la Universitat Yale, que acull actualment el llegat literari de l'escriptora.
D'aquesta època destaca la novel·la curta Ethan Frome, una tràgica història d'amor entre persones corrents ambientada a Nova Anglaterra, que es va publicar l'any 1911. Segons l'opinió de molts crítics, aquest llibre aconsegueix, per la seua senzillesa, una universalitat que no tenen les seues novel·les de societat.
Quan va començar la Primera Guerra Mundial Edith residia a la Rue de Varenne a París, i usant les seues altes connexions amb el govern francés, va aconseguir permisos per a viatjar en motocicleta per les línies del front. Pel febrer de 1915 va escriure texts evocatius de la vida a París i al front en Scribner's Magazine, en una sèrie d'articles que posteriorment recopilaria en l'assaig Fighting France: From Dunkerque to Belfort (1915).
Durant la guerra també va treballar per a la Creu Roja amb els refugiats, per la qual cosa el govern francés li va atorgar la creu de la Legió d'Honor. La seua tasca social va ser molt extensa: Wharton va dirigir sales de treball per a dones desocupades on cosien roba per al front, va crear el Flanders Rescue Committee que tingué cura de set-centes nenes i nens flamencs; feia concerts per donar treball a músics, va donar suport a hospitals per a soldats amb tuberculosi, i també va fundar els American Hostels for Refugees per ajudar els refugiats francesos i belgues que arribaven a París.
L'any 1916 va editar un volum titulat El llibre dels sense sostre (The Book of the Homeless), per recaptar diners per ajudar els sense llar entre les classes benestants estatunidenques; reuní donacions d'escrits, il·lustracions i partitures dels més grans noms del món de la creació artística del moment com Thomas Hardy, W. B. Yeats, John Singer Sargent, Henry James, Jean Cocteau i Claude Monet, entre d'altres. L'obra va arribar a recollir 10.000 $.
Tot i que no formaven part del refinat món de l'autora, Edith Wharton va quedar fascinada i va lluitar pel reconeixement de la comunitat artística de Montmartre i Montparnasse.
Edith Wharton va ser membre de l'Acadèmia Americana i de l'Institut Nacional de les Arts i les Lletres. El govern dels Estats Units li va concedir la medalla d'or de l'Institut Nacional de les Arts i les Lletres (va ser la primera dona a aconseguir tal distinció).

### Últims anys

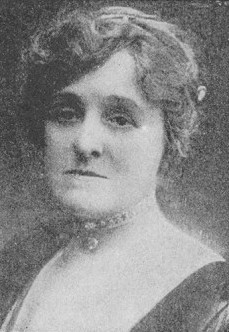
Edith Wharton l'any 1919

La seua obra més coneguda és L'edat de la innocència (The Age of Innocence) de 1920, que va guanyar el Premi Pulitzer l'any 1921, i fou la primera dona a rebre'l. En aquests anys, Edith Wharton parlava fluidament francès i molts dels seus llibres van ser publicats tant en anglès com en francès. El 1923, va ser la primera dona nomenada doctora honoris causa per la Universitat Yale.
Wharton va ser amiga i confident de molts intel·lectuals del seu temps: Henry James, Francis Scott Fitzgerald, Jean Cocteau i Ernest Hemingway van ser convidats seus en alguna ocasió. També era bona amiga de Theodore Roosevelt.
Edith Wharton va ser àmpliament respectada com a paisatgista i assessora d'estil en el seu temps. Va escriure alguns llibres decisius sobre el tema. The Mount, la seua finca a Lennox, Massachusetts, va ser dissenyada per l'escriptora i exemplifica els seus dissenys.
Wharton va continuar escrivint fins a la seua mort, l'11 d'agost de 1937 a Saint-Brice-sous-Fôret, en la regió d'Île-de-France, prop de París. Està soterrada al cementeri de Gonards a Versalles.
La seua última novel·la, Les bucaneres (The Buccaneers), va quedar inconclusa en el moment de la seua mort. Marion Mainwaring va acabar la història després d'un minuciós estudi de les notes i la sinopsi que Wharton havia deixat escrites. La novel·la va ser publicada l'any 1938 en la seua versió incompleta i l'any 1993 en la definitiva.

## Estil literari
Una de les característiques de moltes de les seues novel·les és el freqüent ús de la ironia. Havent crescut en la classe alta de la societat de la preguerra, Wharton es va convertir en una de les més astutes crítiques d'aquest grup social. Va mostrar en algunes obres com La casa de l'alegria o L'edat de la innocència l'estretor de mires i la ignorància de l'alta societat amb un hàbil ús de la ironia.
Wharton solia usar el vocabulari i dicció propis d'aquesta classe social novaiorquesa en les seues pràctiques rituals i costums com a recurs per mostrar la singularitat de la seua existència. Precisament el coneixement personal que tenia d'aquesta classe social va fer que els seus escrits de ficció foren verídics, quasi assajos sobre els usos i convencionalismes d'una part de la societat gairebé secreta per al gran públic. Tanmateix, els seus escrits gaudeixen de gran profunditat psicològica en el retrat dels personatges, en especial en situacions en què la bona educació indicava que havien de quedar silenciats i que gràcies a la destresa literària de Wharton, obrin les seues ànimes als lectors.

## Obres

### Novel·les
La seua producció novel·lística ordenada cronològicament:
- 1900 - The Touchstone
- 1901 - Crucial Instances
- 1902 - The Valley of Decisió
- 1903 - Sanctuary
- 1905 - The House of Mirth
- 1907 - The Fruit of the Tree
- 1907 - Madame de Treymes
- 1911 - Ethan Frome
- 1912 - The Reef
- 1913 - The Custom of the Country
- 1917 - Summer
- 1918 - The Marne
- 1920 - The Age of Innocence (L'edat de la innocència),

Guanyadora del Premi Pulitzer de novel·la de 1921.
Va ser adaptada al cinema el 1993 per Martin Scorsese, en una excel·lent pel·lícula guanyadora d'un Oscar, protagonitzada per Michelle Pfeiffer, Daniel Day-lewis i Winona Ryder.
- 1921- The Old Maid. Adaptada el 1939 protagonitzada per Bette Davis.
- 1922 - The Glimpses of The Moon
- 1923 - A Son at The Front
- 1925 - The Mother's Recompense
- 1927 - Twilight Sleep
- 1928 - The Children
- 1929 - Hudson River Bracketed
- 1930 - Certain People
- 1932 - The Gods Arrive
- 1933 - Human Nature
- 1938 - The Buccaneers (Els bucaners)

Novel·la acabada per Marion Mainwaring, segons les notes trobades a la seua mort.
- 1977 - Fast and Loose

Publicada pòstumament.

### Autobiografia
- 1934 - A Backward Glance

### Traduccions al català
- Madame de Treymes. Traducció de Marta Pera. Petits Plaers de Viena Edicions. 2022
- Una dona soltera. Traducció de Ferran Ràfols Gesa. Petits Plaers de Viena Edicions. 2023